# Delias lytaea
Delias lytaea é uma borboleta da família Pieridae. Foi descrita por Frederick DuCane Godman e Osbert Salvin em 1878. É endémica do arquipélago de Bismark (Nova Bretanha, Nova Irlanda e Nova Geórgia).